# McBusted
McBusted es un supergrupo musical compuesto por miembros de las bandas británicas de pop rock McFly y Busted.
Del 19 al 22 de septiembre de 2013, Matt Willis y James Bourne, de Busted, aparecieron en los cuatro conciertos de McFly en el Royal Albert Hall, y cantaron «Year 3000», «Air Hostess» y «Shine a Light» con McFly bajo el nombre de McBusted. El 11 de noviembre de 2013, anunciaron que McBusted haría una gira en 2014 e interpretaría canciones tanto de Busted como de McFly. Aunque originalmente iban a ser cuatro conciertos, el número se aumentó a 32 y se realizarían desde abril hasta junio de 2014. El único miembro de los grupos que no participa en McBusted es el excantante de Busted Charlie Simpson.
La primera aparición de McBusted en televisión fue en Children in Need 2013, donde interpretaron cuatro canciones: «All About You», «Year 3000», «Air Hostess» y «Shine a Light». Una versión de «Love Is on the Radio» de McFly interpretada por McBusted fue lanzada el 24 de noviembre de 2013. Harry Judd describió la gira como «la mayor gira que han hecho Busted y McFly».

## Miembros
- James Bourne – voz, guitarra, piano.
- Matt Willis – voz, bajo.
- Danny Jones – voz, guitarra, armónica.
- Tom Fletcher – voz, guitarra, piano, ukelele.
- Dougie Poynter – voz, bajo.
- Harry Judd – batería, percusiones.

## Discografía

### Álbumes de estudio
| Título   | Detalles del álbum                                                                                    | Posición máxima en las listas | Posición máxima en las listas | Posición máxima en las listas |
| Título   | Detalles del álbum                                                                                    | Reino Unido                   | Irlanda                       | Escocia                       |
| -------- | --- | ----------------------------- | ----------------------------- | ----------------------------- |
| McBusted | - Publicación: 1 de diciembre de 2014 - Discográfica: Island Records - Formatos: Descarga digital, CD | 9                             | 31                            | 9                             |

### Sencillos
| Año  | Título      | Posición máxima en las listas | Posición máxima en las listas | Posición máxima en las listas | Álbum    |
| Año  | Título      | Reino Unido                   | Irlanda                       | Escocia                       | Álbum    |
| ---- | ----------- | ----------------------------- | ----------------------------- | ----------------------------- | -------- |
| 2014 | Air Guitar  | 12                            | —                             | 14                            | McBusted |
| 2015 | Get Over It | —                             | —                             | —                             | McBusted |

### Otras canciones en las listas
| Year | Título                     | Reino Unido | Álbum    |
| ---- | -------------------------- | ----------- | -------- |
| 2014 | What Happened to Your Band | 132         | McBusted |